# Wilhelm Lützow
Pour les articles homonymes, voir Lützow.
Wilhelm Lützow, né le 19 mai 1892 à Esslingen am Neckar (Empire allemand) et mort le 31 octobre 1915 ou le 30 novembre 1916 à Tahure, dans la Marne, en France, est un nageur allemand.

## Biographie
Nageur de brasse, Wilhelm Lützow participe aux Jeux olympiques de 1912 à Stockholm . En 200 m brasse, il remporte la médaille d'argent à côté de son coéquipier Walter Bathe. Dans l'épreuve 400 mètres brasse, il participe à la finale, mais n'a pas été en mesure de terminer la course.
Il est tué au combat pendant la Première Guerre mondiale.